# Ђ
Ђ (gemen: ђ) är den sjätte bokstaven i det kyrilliska serbiska alfabetet och motsvaras av Đ i det latinska alfabetet.

## Teckenkoder i datorsammanhang
| Teckenkoder        | Versal: Ђ                   | Gemen: ђ                  |
| ------------------ | --------------------------- | ------------------------- |
| Namn (Unicode)     | CYRILLIC CAPITAL LETTER DJE | CYRILLIC SMALL LETTER DJE |
| Kodpunkt (Unicode) | U+0402                      | U+0452                    |
| HTML               | &#x402;                     | &#x452;                   |